# 林克樹
林 克樹（はやし かつき、1959年 - ）は、日本の哲学者。専門はカントを中心とするドイツ哲学。

## 経歴
1982年　同志社大学　文学部　文化学科哲学および倫理学専攻
1985年　同大学　　　文学研究科
1989年‐1991年　日本学術振興会特別研究員
1991年　同志社大学　文学研究科
2003年　同大学　　　助教授
2007年　同大学　　　准教授
2009年　同大学　　　教授

## 委員
- 日本哲学会　編集委員
- 関西哲学会　委員兼編集委員
- 関西倫理学会　委員兼編集委員

※いずれも2020年2月現在